# Adam Hann-Byrd
Adam Hann-Byrd (født 23. februar 1982 i New York i USA) er en amerikansk skuespiller. Han er bedst kendt som unge Alan Parrish i Jumanji fra (1995).